# Clara Sola
Clara Sola és una pel·lícula dramàtica costa-riquenya de 2021 dirigida per Nathalie Álvarez Mesén -és la seva opera prima- amb el guió conjunt d'Álvarez Mesén i María Camila Arias. Fou seleccionada com a candidata de Costa Rica a l'Oscar a la millor pel·lícula de parla no anglesa als Premis Oscar de 2022.

## Trama
La pel·lícula està ambientada en un remot llogaret costa-riqueny, en el qual Clara - interpretat per la ballarina Wendy Chinchilla- de quaranta anys, té un despertar sexual després de tota una vida de repressió religiosa sota el control de la seva mare, Donya Fresia, la matriarca de la família. «Déu me la va donar així, es queda així » instrueix fermament a un metge que observa amb preocupació que la columna vertebral de Clara, plagada d'escoliosi, es torça cada vegada més i li causa problemes pulmonars, cosa que una operació raonablement fàcil podria solucionar. Part de la situació de Clara també es troba en algun lloc dins de l'espectre autista, un altre problema sense resoldre, molt d'acord amb la seva inviolable personalitat de santa.
La tensió augmenta a la família a mesura que la neboda petita de Clara, Maria, que està a punt de complir quinze anys, prepara la festa de "quinceañera", provocant un despertar sexual i místic en Clara, i un viatge per a alliberar-se de les convencions que han dominat la seva vida.

## Repartiment
- Wendy Chinchilla Araya - Clara
- Ana Julia Porras Espinoza - María
- Flor María Vargas Chávez - Fresia
- Daniel Castañeda Rincón - Santiago

## Acollida
La crítica de cinema Jara Yáñez destaca de la pel·lícula que "s'enquadra en una certa idea de realisme màgic per a elaborar un film de personatge (...) és una pel·lícula sobre la sexualitat femenina que pot ser llegida com un cant a l'alliberament de la dona i la seva emancipació".
Si bé una forta dosi de realisme màgic es descobreix en aquest hàbitat, un franc raig de llum nòrdica també fa sentir la seva presència en Clara Sola, il·luminant els procediments i ressaltant els moviments de la naturalesa (dels quals Costa Rica ha de tenir alguns dels més bells al món). Jan Lumholdt a Cineeuropa.

## Premis
| Any  | Premi                 | Categoria         | Nominat                                                             | Resultat  | Ref   |
| ---- | --------------------- | ----------------- | ------------------------------------------------------------------- | --------- | ----- |
| 2022 | 57ns Premis Guldbagge | Millor pel·lícula | Millor pel·lícula                                                   | Guanyador | [ 5 ] |
| 2022 | 57ns Premis Guldbagge | Millor director   | Nathalie Álvarez Mesén                                              | Guanyador | [ 5 ] |
| 2022 | 57ns Premis Guldbagge | Millor guió       | Nathalie Álvarez Mesén, Maria Camila Arias                          | Guanyador | [ 5 ] |
| 2022 | 57ns Premis Guldbagge | Millor fotografia | Sophie Winqvist Loggins                                             | Guanyador | [ 5 ] |
| 2022 | 57ns Premis Guldbagge | Millor so         | Erick Vargas Williams, Valène Leroy, Charles De Ville, Aline Gavroy | Guanyador | [ 5 ] |